# El techo (película de 1956)
El techo ( en italiano: Il tetto ) es una película dramática italiana de 1956 dirigida y producida por Vittorio De Sica.

## Trama
Natale, un aprendiz de albañil, y Luisa, sin profesión, se casan e intentan vivir con los padres de Natale y otros familiares en un mismo apartamento, lo que era frecuente entre las clases más humildes de Italia en la década de 1950. Tras la enésima pelea, Natale y Luisa deciden marchase precipitadamente del piso familiar, aun sin tener un lugar donde ir. Deambulan una jornada por el extrarradio de la ciudad hasta que comprenden que la única solución es construirse una chabola de ladrillo en un terreno ferroviario a las afueras de Roma. Como era ilegal, Natale organiza a sus compañeros de trabajo para que lo ayuden durante la noche, pues según las leyes italianas, si una vivienda tiene puerta y techo, el propietario no puede ser desalojado. Al amanecer, cuando llega la policía a desalojarlos, la vivienda está casi completa, salvo parte del techo, pero un policía hace la vista gorda y se retira sin intervenir. El final feliz no está exento de realismo. En apuros económicos y con posibilidad de ir a prisión más adelante, Natale y Luisa, ahora embarazada, encontrarán dificultades en el futuro.
Para Arthur Knight, El techo "es una confirmación del poder de los principios neorrealistas... De Sica se ha encargado de que cada incidente, cada detalle de cada toma contribuya a una sensación de actualidad espontánea y sin forzar nada" (Arthur Knight, Saturday Review ). 
La película fue presentada en la selección oficial en competición en el Festival de Cine de Cannes de 1956  donde recibió el Prix de l'Office Catholique (OCIC). También recibió la Cinta de Plata del Cine Italiano en 1957 por el guion.

## Restauración
La película fue restaurada en 1999 gracias a la Asociación de Amigos de Vittorio De Sica y montada por Manuel De Sica. La película restaurada se proyectó el 4 de abril de 2004 en el Teatro Morlacchi de Perugia. 

## Elenco
- Gabriella Pallotta - Luisa (como Gabriella Pallotti)
- Giorgio Listuzzi - Natale, el marido de Luisa
- Luisa Alessandri - Signora Baj
- Ángelo Bigioni
- Maria Di Fiori - Giovanna, hermana de Natale
- María Di Rollo -Gina
- Emilia Maritini - La madre de Luisa
- Giuseppe Martini - padre de Luisa
- Gastone Renzelli - Cesare, el marido de Giovanna
- María Sittoro - madre de Natale
- Angelo Visentin - padre de Natale

## Premios
- Festival de Cine de Cannes de 1956 : Premio OCIC [3]
- Nastro d'Argento : Mejor Guion.